# Francisco Aguilar Barquero
Francisco Ramón de Jesús Aguilar Barquero (Cartago, 21 de mayo de 1857 - San José, 11 de octubre de 1924) fue un abogado, maestro y político costarricense, y el 23.° Presidente Provisional de la República de Costa Rica desde el 2 de septiembre de 1919 hasta el 8 de mayo de 1920.

## Datos personales
Nació en Cartago, el 21 de mayo de 1857. Fue hijo de Francisco Aguilar Cubero y María Sacramento Barquero. Casó en Cartago el 20 de septiembre de 1880 con Natalia Morúa Ortiz, hija de Rafael Morúa y Quirós y María Josefa Clara Ortiz y Campos. De este matrimonio nacieron ocho hijos: Jorge Arturo, Manuel, Sara, Arturo, José Luis, Rubén, Marco Tulio y Jorge Aguilar Morúa.

## Actividades docentes y forenses
Fue maestro de escuela. Posteriormente estudió leyes y se graduó de abogado en la Universidad de Santo Tomás en agosto de 1881. fue Juez del Crimen, profesor de la Escuela de Derecho, Magistrado suplente de la Corte Suprema de Justicia de Costa Rica y Presidente del Colegio de Abogados.

## Cargos públicos
El 15 de noviembre de 1886 fue nombrado Gobernador de la provincia de Cartago por el entonces presidente Bernardo Soto, desempeñando el cargo hasta su renuncia, admitida en marzo de 1887. Además, ejerció los cargos de Diputado por Limón (1888-1889), Secretario de Guerra y Marina (1889), Diputado por Cartago (1890-1892), Diputado por San José (1912-1916) y Tercer Designado a la Presidencia (1914-1917).

## Presidente Provisional (1919-1920)

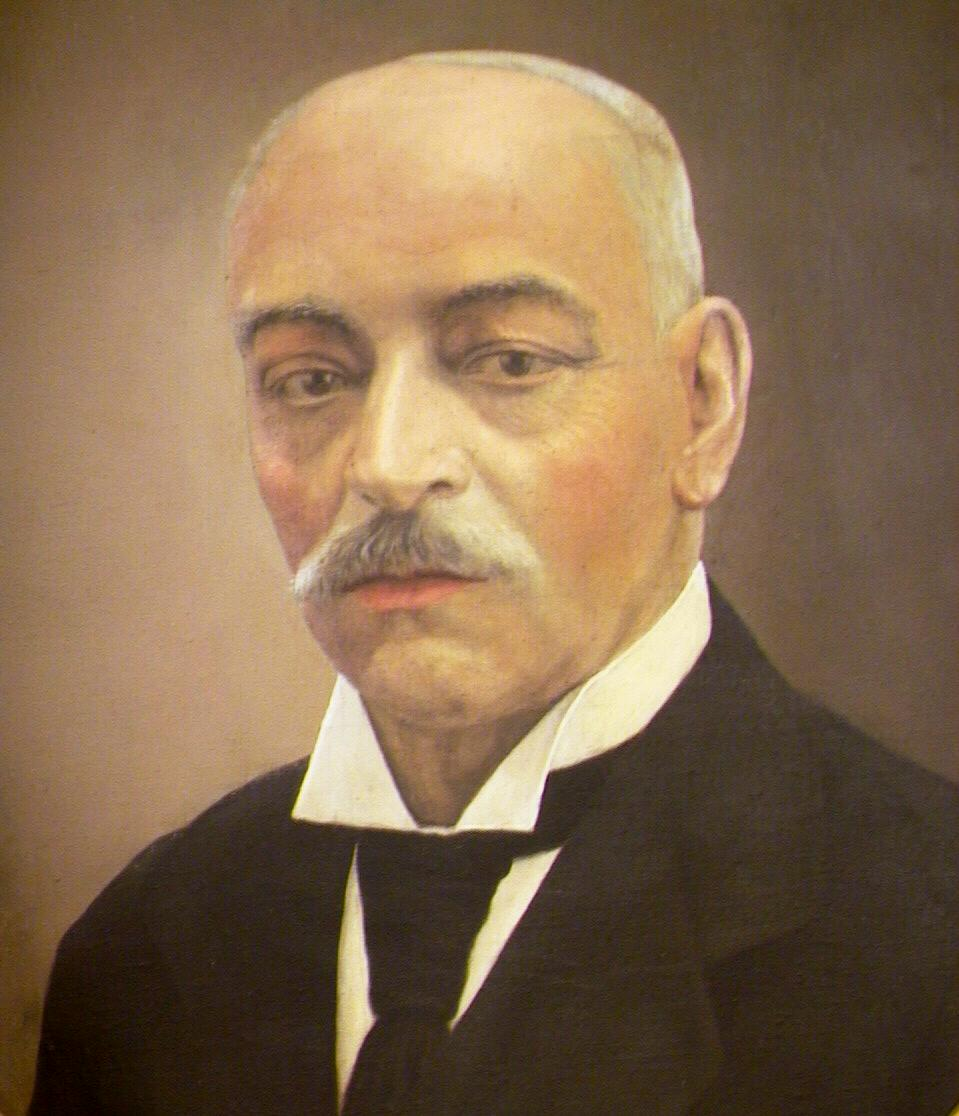
Retrato oficial de Francisco Aguilar.

Fue Presidente provisional de la República del 2 de septiembre de 1919 al 8 de mayo de 1920. Llegó al poder en una coyuntura muy difícil, cuando el gobierno del Presidente americano Woodrow Wilson se negó a reconocer al Presidente Juan Bautista Quirós e indicó que debía entregar la presidencia a Francisco Aguilar Barquero, como Tercer Designado de la extinta administración de don Alfredo González Flores. Una junta de notables convocada por el presidente Quirós dispuso el 2 de septiembre que asumiera la presidencia, pero don Francisco solamente la aceptó en calidad de Presidente provisional y no de Tercer Designado. Enseguida puso en vigencia la Constitución de 1871 y poco después convocó a elecciones presidenciales para diciembre de 1919, que fueron ganadas por Julio Acosta García.
Su gobierno, a pesar de su brevedad, fue fecundo en realizaciones. Le tocó enfrentar la gran huelga de trabajadores de 1920, que resolvió en forma pacífica, y la emergencia cerrada por la gripe de 1918. Derogó el decreto de declaratoria de guerra a Alemania y emitió la Ley Orgánica del Servicio Consular de 1920.
Fue declarado Benemérito de la Patria el 10 de mayo de 1923.

## Fallecimiento
Falleció en San José, el 11 de octubre de 1924 a los 67 años de edad.